# توهلا
توهلا (به لاتین: Tõhela) یک روستا در استونی است که در تستاما، استونی واقع شده‌است.

## نگارخانه

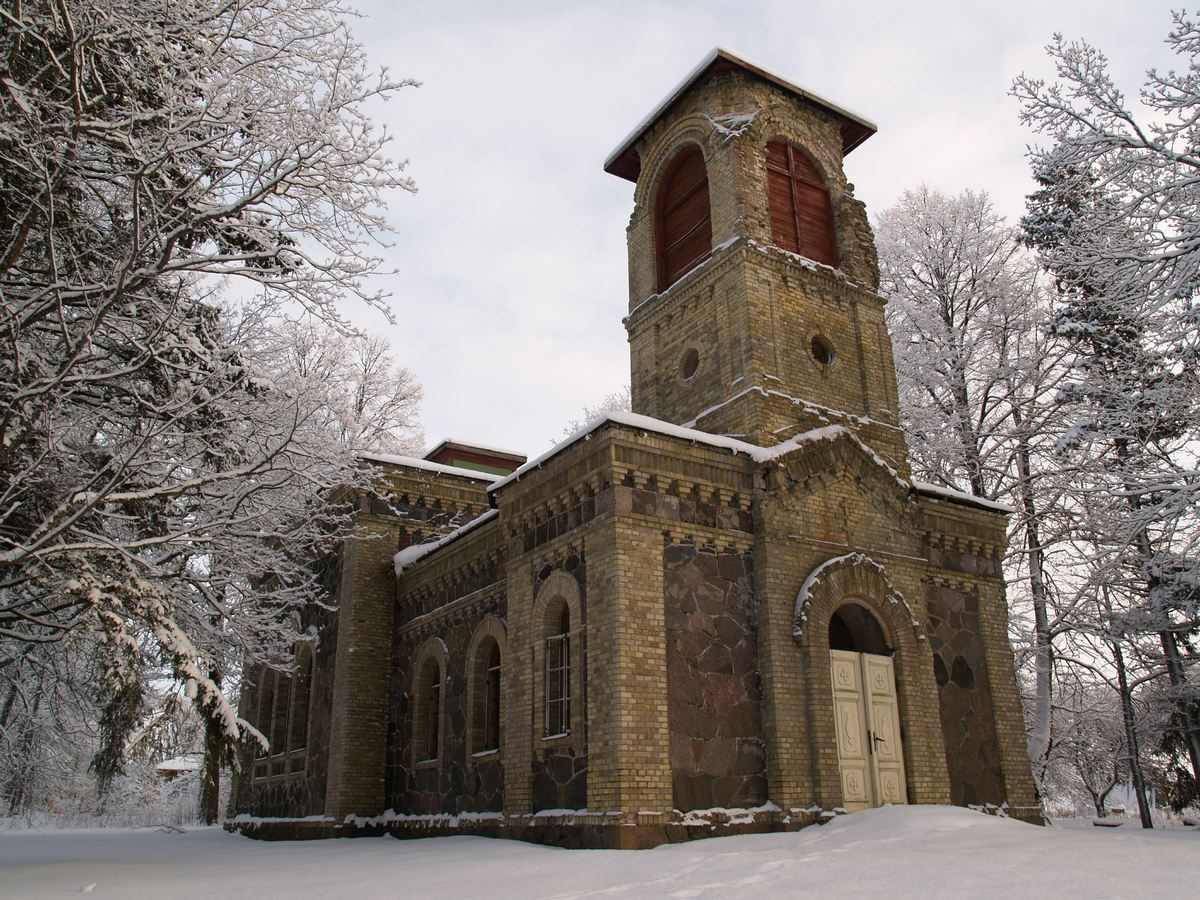
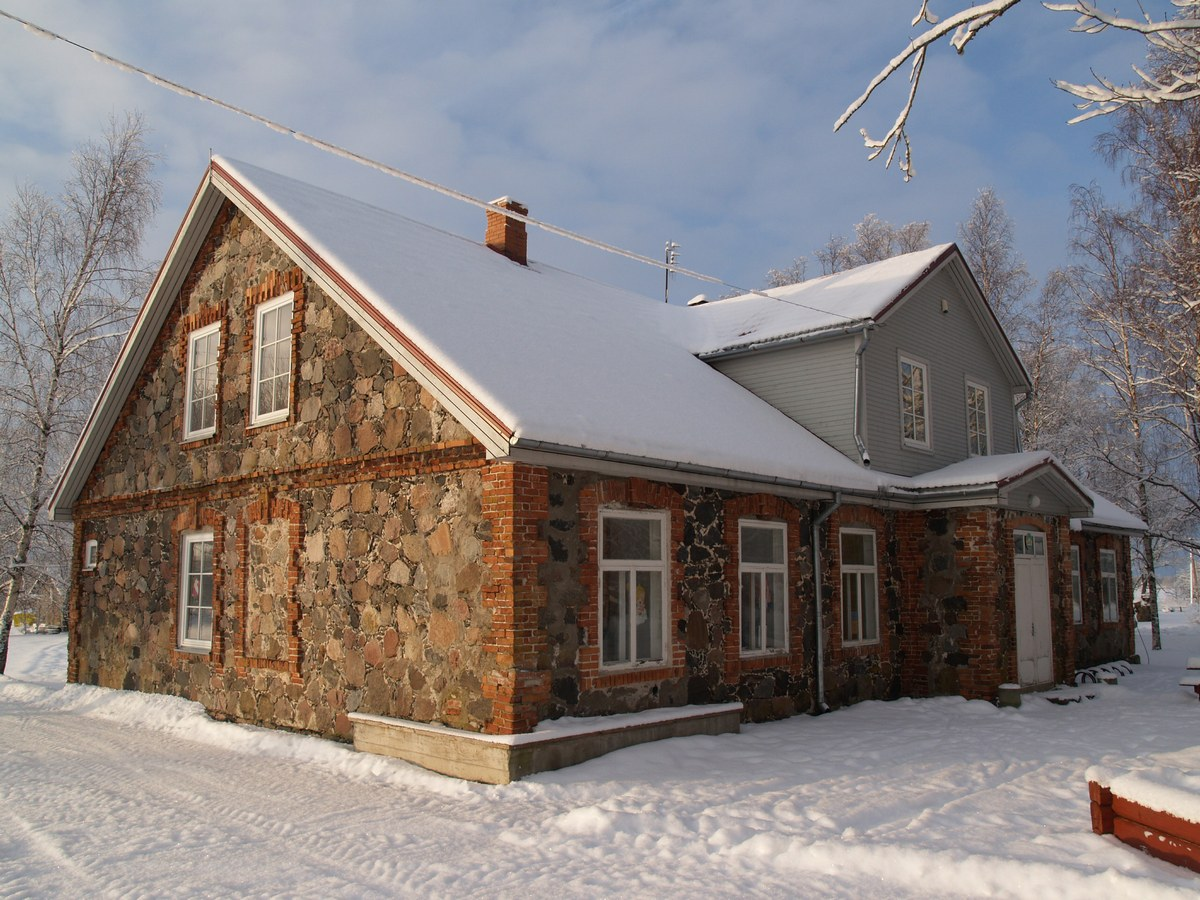

## خصوصیات
توهلا ۵۱ نفر جمعیت دارد.